# Lijst van rijksmonumenten in Hazerswoude-Dorp
De plaats Hazerswoude-Dorp telt 22 inschrijvingen in het rijksmonumentenregister. Hieronder een overzicht.
| Object | Oorspronkelijke functie?  | Bouwjaar              | Architect                   | Locatie                          | Coördinaten?                 | Nr.?   | Afbeelding |
| --- | ------------------------- | --------------------- | --------------------------- | -------------------------------- | ---------------------------- | ------ | --- |
| Korenmolen Nieuw Leven | Industrie- en poldermolen | 1815/16               |                             | Dorpsstraat 228                  | 52° 5' 47" NB, 4° 35' 10" OL | 21061  | Meer afbeeldingen |
| Pandje zonder verdieping en met rieten zadeldak | Woonhuis                  | 17e eeuw              |                             | Dorpsstraat 66, hoek Torenstraat | 52° 5' 47" NB, 4° 35' 42" OL | 21048  | Meer afbeeldingen |
| Historisch Museum Hazerswoude: Hoeve met ingezwenkte gevel, waarop houten kroonlijst. Deuromlijsting met hoofdgestel, levensboom, deur uit de bouwtijd. Links verbouwd zomerhuis, eveneens met ingezwenkte gevel | Boerderij                 | ca. 1860              |                             | Westeinde 18                     | 52° 5' 48" NB, 4° 34' 13" OL | 21062  | Historisch Museum Hazerswoude: Hoeve met ingezwenkte gevel, waarop houten kroonlijst. Deuromlijsting met hoofdgestel, levensboom, deur uit de bouwtijd. Links verbouwd zomerhuis, eveneens met ingezwenkte gevel |
| Herenhuis, bestaande uit begane-grond met omlopend schilddak, waarvoor een deftige lijstgevel | Woonhuis                  | midden 19e eeuw       |                             | Dorpsstraat 74                   | 52° 5' 47" NB, 4° 35' 40" OL | 21049  | Meer afbeeldingen |
| Boerderij "Ruimzicht". Gepleisterd woonhuis, onder rieten schilddak met versierde daklijst, steunend op zuiltjes. Karnhuis. Rechts aangebouwde schuur onder rieten wolfdak                                       | Boerderij                 | tweede kwart 19e eeuw |                             | Gemeneweg 20                     | 52° 6' 51" NB, 4° 35' 11" OL | 21050  | Meer afbeeldingen |
| Nederlands Hervormde Kerk en inventaris | Kerk en kerkonderdeel     | 1646                  |                             | Dorpsstraat 64                   | 52° 5' 46" NB, 4° 35' 43" OL | 21046  | Meer afbeeldingen |
| Toren van de Nederlands Hervormde kerk | Kerk en kerkonderdeel     | 1646                  |                             | Dorpsstraat bij 64               | 52° 5' 46" NB, 4° 35' 43" OL | 21047  | Meer afbeeldingen |
| Modelhoeve: boerderij | Boerderij                 | 1883                  |                             | Voorweg 73                       | 52° 5' 35" NB, 4° 36' 23" OL | 517864 | Meer afbeeldingen |
| Modelhoeve: landbouwschuur | Boerderij                 | 1883                  |                             | Voorweg bij 73                   | 52° 5' 35" NB, 4° 36' 23" OL | 517865 | Meer afbeeldingen |
| Modelhoeve: wagenschuur | Boerderij                 | 1883                  |                             | Voorweg bij 73                   | 52° 5' 35" NB, 4° 36' 23" OL | 517866 | Meer afbeeldingen |
| Modelhoeve: varkenschuur | Boerderij                 | 1883                  |                             | Voorweg bij 73                   | 52° 5' 35" NB, 4° 36' 23" OL | 517867 | Upload foto |
| Algemene Begraafplaats: aanleg | Begraafplaats en -onderdl | 1935                  | gemeentearchitect J. Dekker | Provinciale weg 2                | 52° 5' 49" NB, 4° 35' 27" OL | 517877 | Meer afbeeldingen |
| Algemene Begraafplaats: aula | Begraafplaats en -onderdl | 1935                  | gemeentearchitect J. Dekker | Provinciale weg 2                | 52° 5' 49" NB, 4° 35' 27" OL | 517878 | Meer afbeeldingen |
| Algemene Begraafplaats: vaste brug met toegangshek | Brug                      | 1935                  | gemeentearchitect J. Dekker | Provinciale weg 2                | 52° 5' 49" NB, 4° 35' 27" OL | 517879 | Meer afbeeldingen |
| Algemene Begraafplaats: vaste brug met toegangshek | Brug                      | 1935                  | gemeentearchitect J. Dekker | Provinciale weg 2                | 52° 5' 49" NB, 4° 35' 27" OL | 517880 | Meer afbeeldingen |
| Mariahoeve: boerderij | Boerderij                 | 1933                  | ir. M. Gerritzen            | Hoogeveenseweg 14                | 52° 4' 42" NB, 4° 35' 4" OL  | 517882 | Meer afbeeldingen |
| Mariahoeve: varkensstal | Boerderij                 | 1933                  |                             | Hoogeveenseweg bij 14            | 52° 4' 42" NB, 4° 35' 4" OL  | 517883 | Meer afbeeldingen |
| Künckelorgel Gereformeerde Kerk Hazerswoude | Vanwege onderdelen kerk   | 1811                  | Johannes Petrus Künckel     | Dorpsstraat 183c                 | 52° 5' 50" NB, 4° 35' 11" OL | 527327 | Künckelorgel Gereformeerde Kerk Hazerswoude |